# Bad Langensalza
Bad Langensalza (tot 1956 Langensalza) is een kuurstad in de Duitse deelstaat Thüringen, gelegen in de Unstrut-Hainich-Kreis. De stad telt 17.211 inwoners. Naburige steden zijn onder andere Bad Tennstedt, Mühlhausen/Thüringen en Schlotheim.

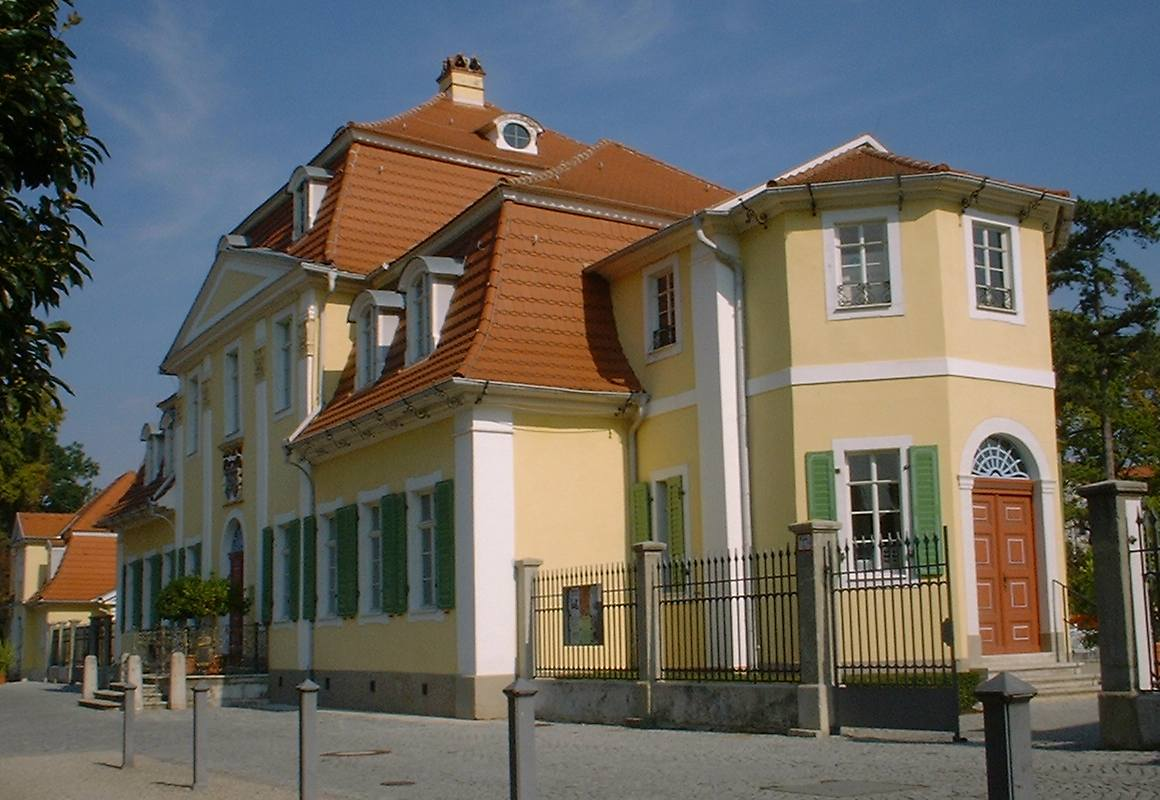
Friederikenschlösschen

## Geografie
Bad Langensalza ligt in het Thüringer bekken, het vruchtbare laagland langs de Unstrut. Door de stad zelf stroomt de Salza, die twee kilometer ten oosten van de stad in de Unstrut uitmondt. Bad Langensalza ligt in een onbebost, agrarisch intensief gebruikt landschap, dat richting westen, noorden en zuidoosten in hoogte stijgt. Als gevolg van deze ligging is het klimaat in Bad Langensalza naar verhouding mild en met een gemiddelde jaarlijkse neerslag van ongeveer 500 mm zeer droog.

## Samenstelling gemeente
De gemeente Bad Langensalza bestaat naast de stad uit de dorpen Aschara, Eckardtsleben, Großwelsbach, Grumbach, Henningsleben, Illeben, Merxleben, Nägelstedt, Thamsbrück, Ufhoven, Waldstedt, Wiegleben en Zimmern. Op 1 januari 2019 is ook Klettstedt in de gemeente opgenomen.

## Partnersteden
- Bad Nauheim, in de Duitse deelstaat Hessen, gelegen in de Wetteraukreis.
- Oostkamp, een plaats en gemeente in de provincie West-Vlaanderen in België.

## Geboren
- Hermann Ludwig Blankenburg (14 november 1876), componist en dirigent

Anrode · Bad Langensalza · Bad Tennstedt · Ballhausen · Blankenburg · Bothenheilingen · Bruchstedt · Dünwald · Großvargula · Haussömmern · Herbsleben · Heroldishausen · Hornsömmern · Issersheilingen · Kammerforst · Kirchheilingen · Kleinwelsbach · Körner · Kutzleben · Marolterode · Menteroda · Mittelsömmern · Mühlhausen/Thüringen · Neunheilingen · Obermehler · Oppershausen · Rodeberg · Schlotheim · Schönstedt · Sundhausen · Tottleben · Unstruttal · Unstrut-Hainich · Urleben · Vogtei